# Pałac Arcybiskupi w Kromieryżu
Pałac Arcybiskupi w Kromieryżu, inaczej Zamek w Kromieryżu (czes. Arcibiskupský zámek Kroměříž) - dawniej najważniejsza siedziba biskupów oraz arcybiskupów Ołomunieckich na terenie Moraw, pełniąca funkcje reprezentacyjne. Obecnie znajduje się na terenie Republiki Czeskiej. W 1998 roku pałac został wpisany na listę światowego dziedzictwa UNESCO.
We wnętrza pałacu nakręcono filmy Amadeusz Miloša Formana (1984) i Wieczna miłość Bernard Rose (1994).

## Historia
Pałac Arcybiskupi w Kromieryżu jest jednym z czołowych zabytków kultury i historii na Morawach. Pałac był własnością biskupów i arcybiskupów ołomunieckich, dla których służył jako reprezentacyjna rezydencja. W 1110 r. biskup ołomuniecki Jan II kupił osadę targową Kromieryż i odtąd ośrodek ten był własnością biskupstwa (arcybiskupstwa) ołomunieckiego. W połowie XIII w. biskup Bruno ze Schauenburga (1245–1281) podniósł Kromieryż do rangi miasta (1261) i zbudował gotycki zamek na miejscu dzisiejszego pałacu, ustanowił system administracyjny i ulokował całą administrację administracyjną biskupstwa w Kromieryżu. W XV wieku zamek przebudowano na zamek renesansowy na polecenie biskupa Stanisława I Thurzó (1496–1554).
Wojna trzydziestoletnia była katastrofą zarówno dla miasta, jak i zamku. W 1643 roku Kromieryż został zdobyty i zniszczony przez wojska szwedzkie generała Lennarta Torstenssona. Po zniszczeniach wojny trzydziestoletniej zamek został odbudowany w stylu późnobarokowym w 1686 roku za czasów arcybiskupa Karola II Liechtenstein-Kastelkorn, według projektu wiedeńskich architektów Filiberto Lucchese i Giovanniego Pietro Tencalla. Z tego okresu pochodzi także układ parku zamkowego i ogrodu kwiatowego. W 1752 roku w mieście wybuchł pożar, który zniszczył kilkadziesiąt domów oraz poważnie uszkodził drugie piętro i wnętrza zamku. Po pożarze Franz Hiernle stworzył rzeźby i sztukaterie dla Sali Lennej i biblioteki w latach 1752–1760 oraz empirowy wystrój Wielkiej Sali około 1770 r. Renowacja budynku trwała dwadzieścia lat i została ukończona za biskupa Hamiltona. 
Podczas Wiosny Ludów, po zdobyciu Wiednia przez wojska cesarskie, w latach 1848–1849 pałac Arcybiskupi stał się miejscem posiedzeń Zgromadzenia Ustawodawczego Narodów Austriackich (Sejmu Rakuskiego). 
Najważniejszą modyfikacją budowlaną w XX wieku była przebudowa wieży zamkowej (wieża została spalona przez wycofujące się wojska niemieckie w ostatnich dniach II wojny światowej).

## Wnętrza
Warte obejrzenia są pomieszczenia z cennym wyposażeniem wnętrz, do których zalicza się Salę Myśliwską, Salę Narad, Salę Tronową oraz Salę Różaną. Niezwykle cenna jest Sala Wasali z freskami na suficie autorstwa Franza Antona Maulbertscha, Biblioteka zamkowa z malowidłami sufitowymi autorstwa malarza Josefa Sterna z Brna oraz sala sejmowa z trzema malowidłami sufitowymi autorstwa F. Adolfa von Freenthala. Sala Terrena jest bogato zdobiona sztukaterią autorstwa Baldassare Fontany.

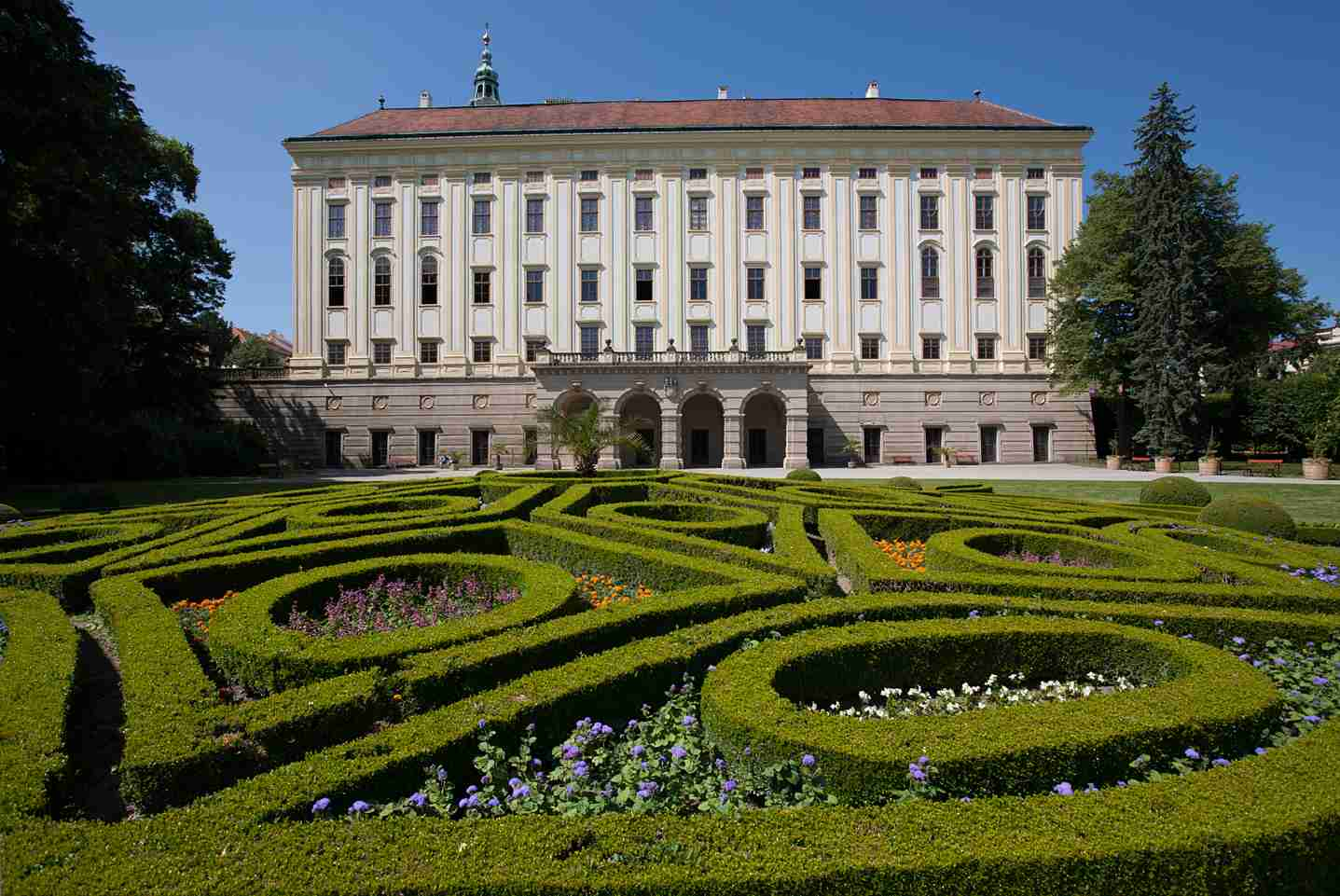
Skrzydło od ogrodu
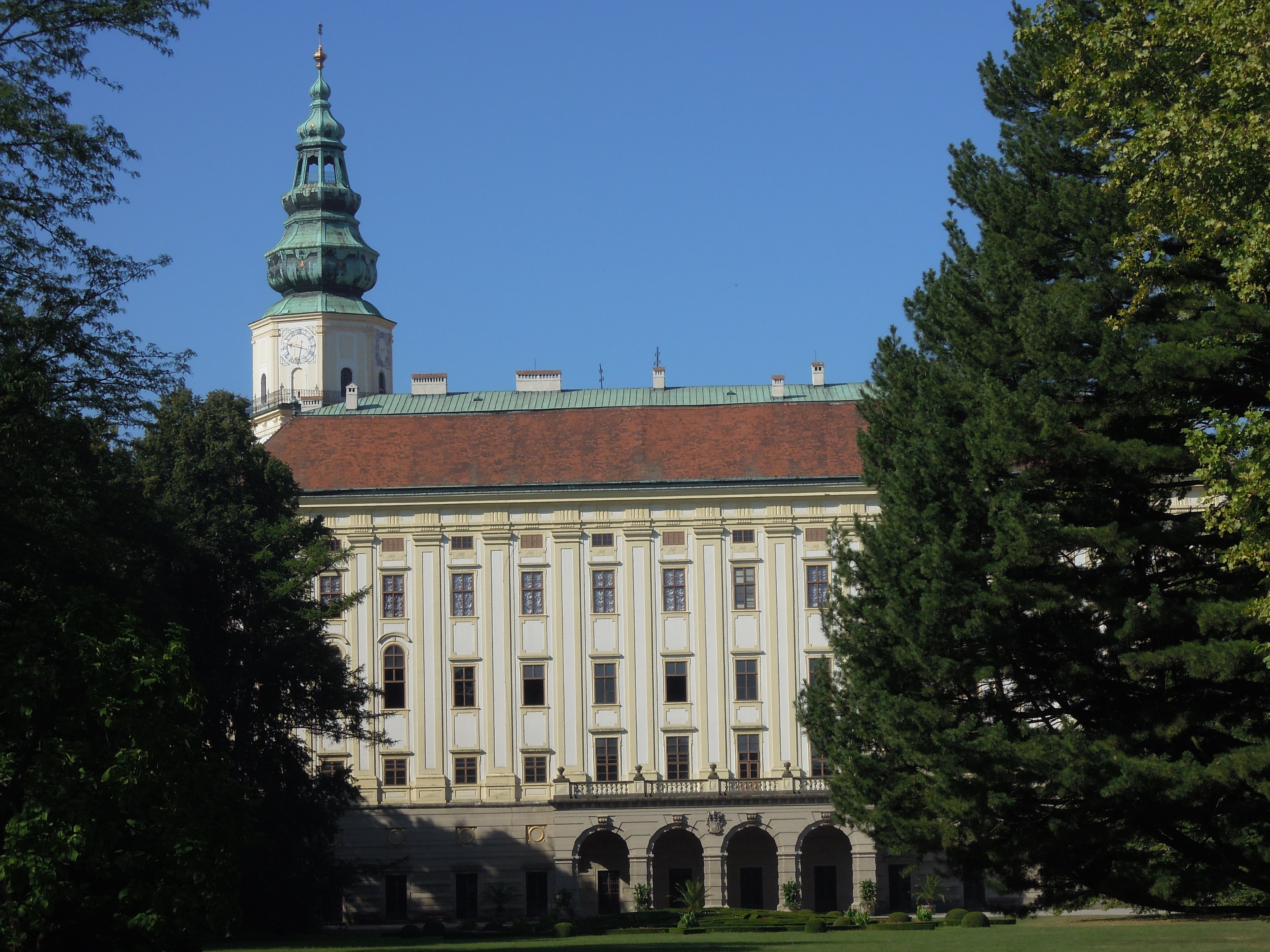
Skrzydło od ogrodu
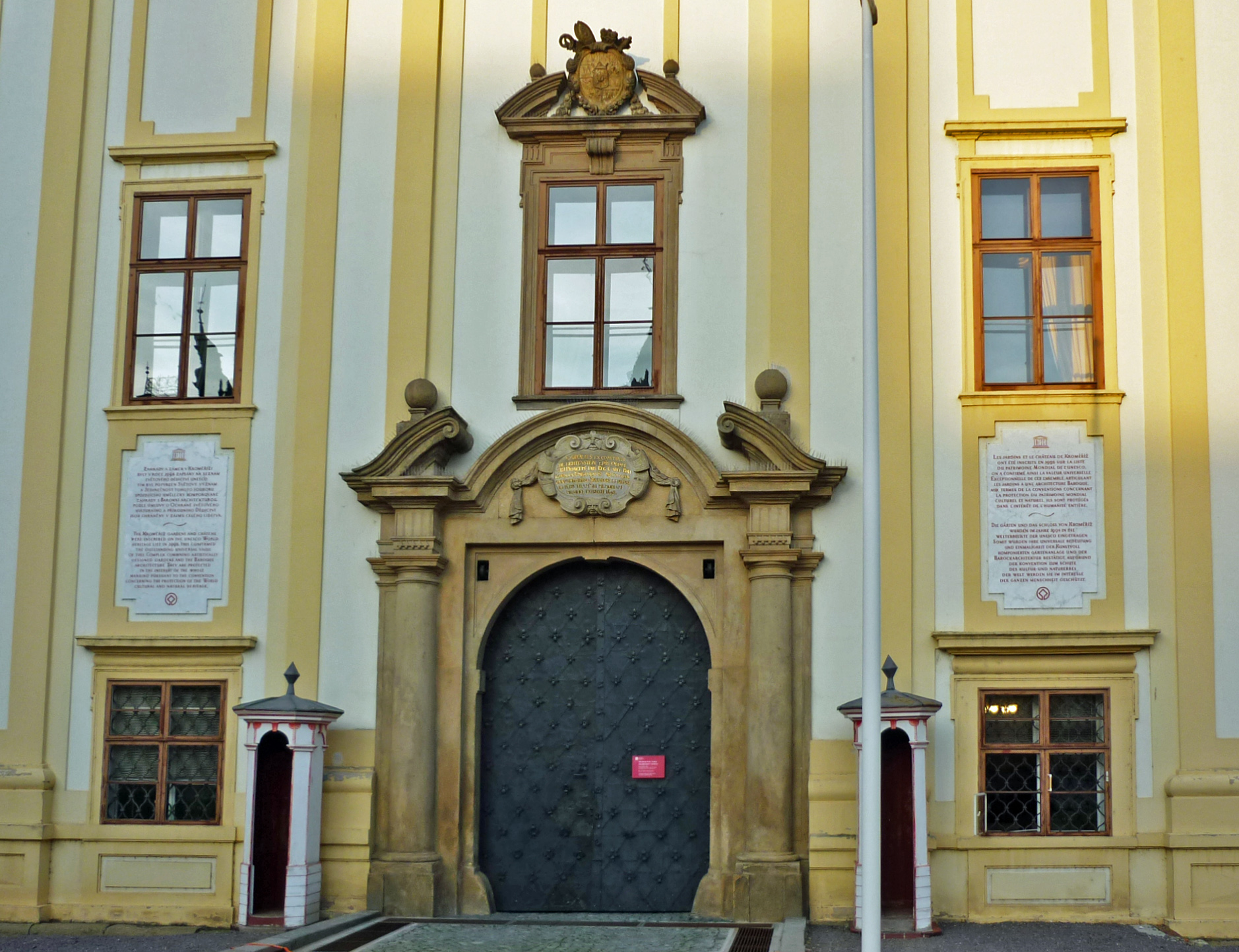
Brama wejściowa
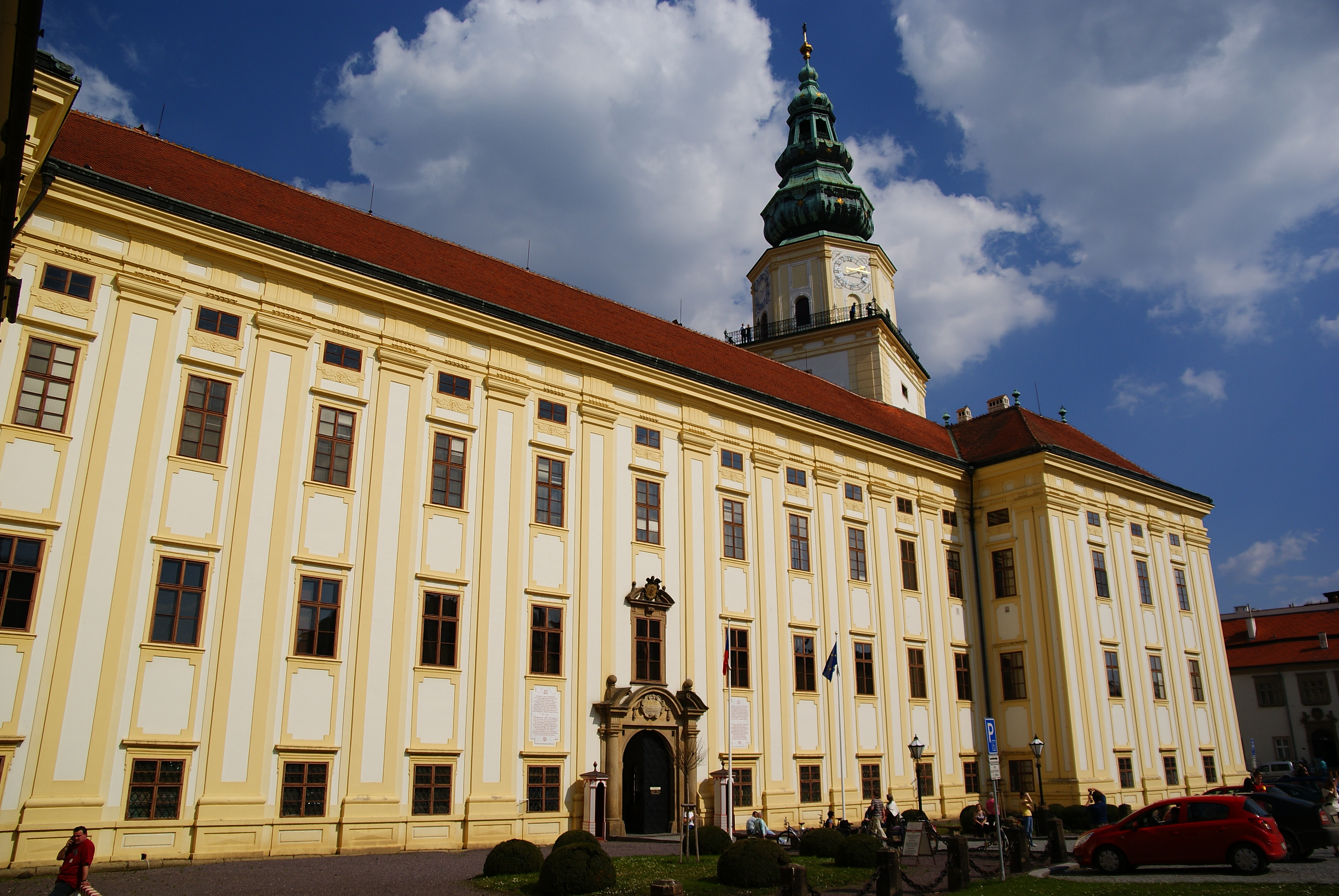
Skrzydło od strony miasta
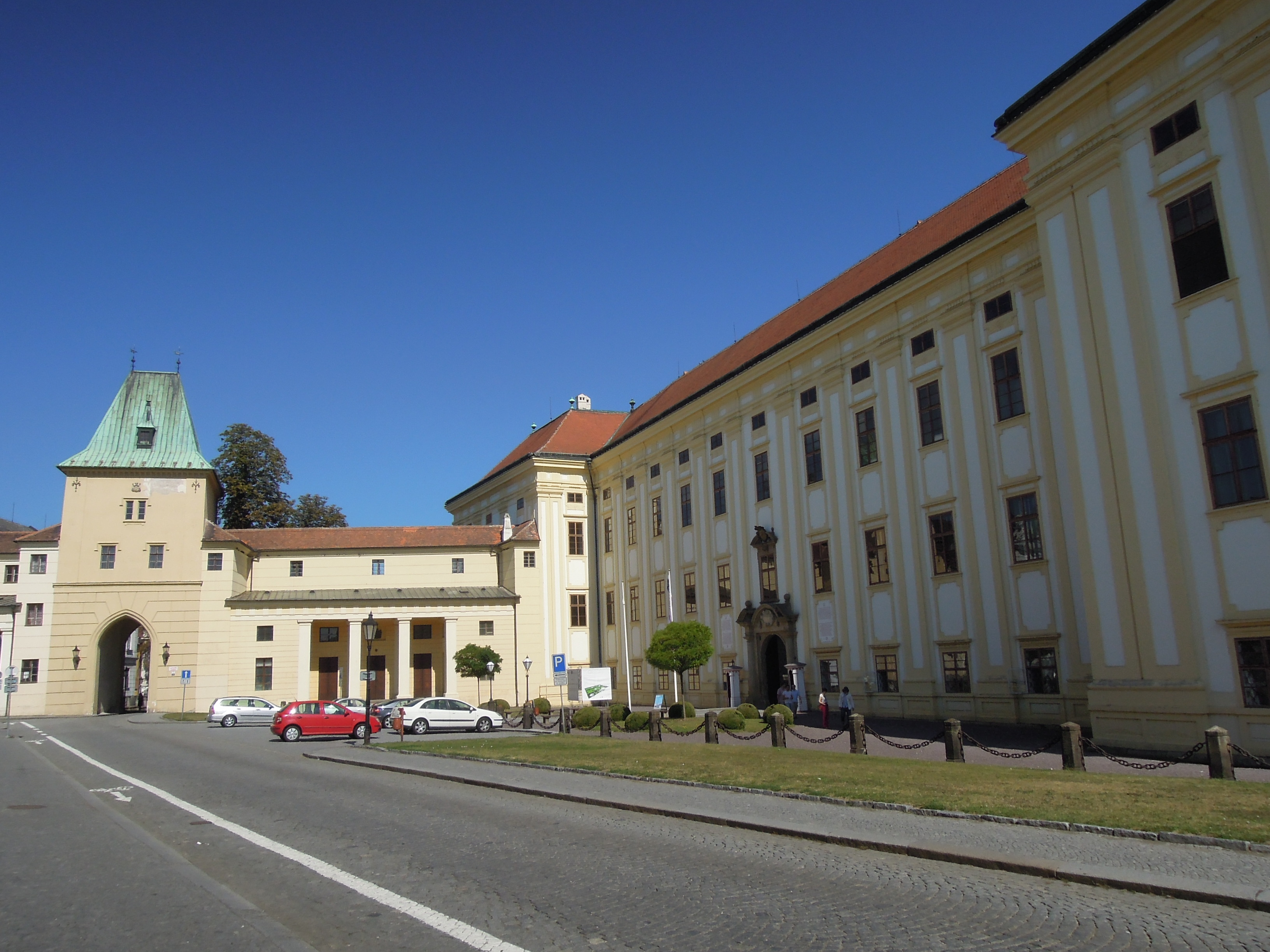
Skrzydło od strony miasta
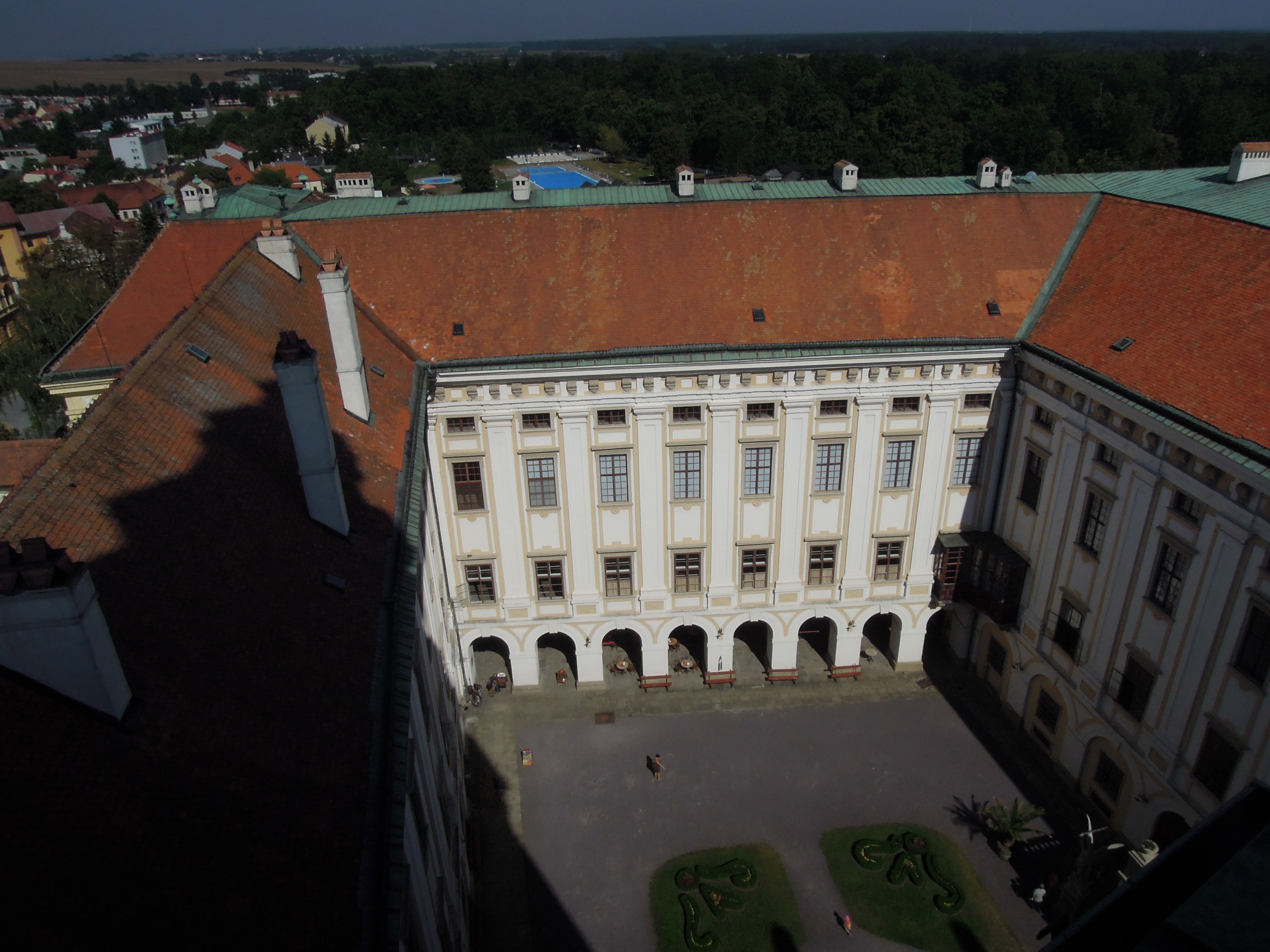
Dziedziniec
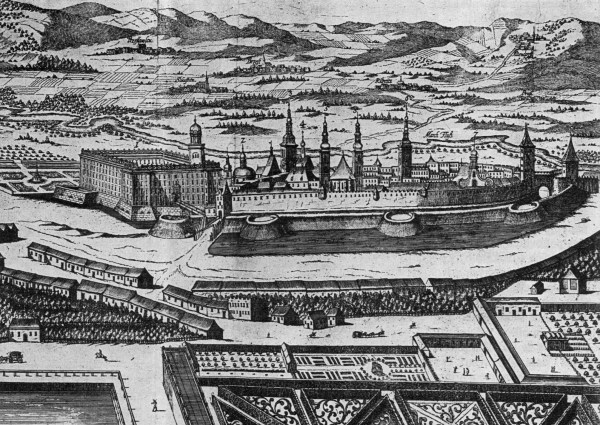
Widok z XVII wieku

## Galeria
Zamkowa galeria obrazów jest drugą po Praskiej Galerii Narodowej najważniejszą galerią w Czechach. W dziesięciu salach prezentowane są znakomite dzieła malarstwa niemieckiego, włoskiego i holenderskiego od XV do XIX wieku. Należą do nich m.in. obrazy Lucasa Cranacha Starszego, Tycjana, Hansa von Aachen, Jacoba Bassano, Paolo Veronese, Jana Breughela Starszego, Antoona van Dycka, Johanna Heinricha Schönfelda.